# Tee Zwanck
Die Teehandlung Ernst Zwanck, kurz Tee Zwanck, wurde 1796 gegründet und gilt als die älteste Teehandlung Hamburgs.

## Geschichte

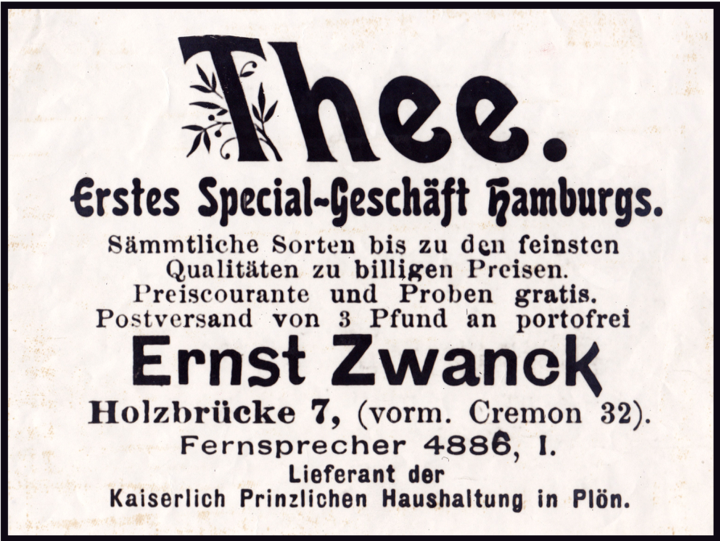
Tee Zwanck Anzeige aus ca. 1900.

Am 29. September 1796 gründete Gottlieb Wilhelm Alexander Westphal den Teehandel am Cremon in Hamburg.
Infolge des Anschlusses der Freien und Hansestadt Hamburg an den deutschen Zollverein in 1888 wurde die Zollfreiheit auf das Areal des Freihafens reduziert. Für die Firma Westphal führte dieser Wandel zur Verlegung der Geschäftsräume aus dem Cremon in das Freihafengebiet. Das Ladengeschäft wurde 1892 von Ernst Zwanck übernommen, der langjähriger Mitarbeiter und Prokurist der Firma Westphal war und dem die Teehandlung seinen heutigen Namen verdankt.
Um 1900 zog Ernst Zwanck an die Holzbrücke 7. Zu dem Zeitpunkt war die Teehandlung Hoflieferant der Kaiserlich Prinzlichen Haushaltung in Plön. Tee Zwanck profitierte vom steigenden Teekonsum in Deutschland und baute sich einen Kundenstamm im ganzen Land auf.
Während des Zweiten Weltkrieges wurden die Teegeschäfte, zunächst an der Holzbrücke und später am Plan vollständig zerstört. Tee Zwanck litt in den Nachkriegsjahren und vertrieb die ersten Jahre aus der Privatwohnung des damaligen Inhabers Anton Dangl am Loogeplatz 1. 1958 übernahm Hermann Otto Boesche Tee Zwanck. Unter seiner Leitung weitete Tee Zwanck in den folgenden Jahrzehnten eigens-hergestellte Teemischungen aus.
Derzeit führt Tee Zwanck etwa 150 Teesorten, darunter 20 Mischungen, die in den Hamburger Räumlichkeiten zubereitet werden und zählt Kunden in 18 Ländern aus Europa und Nordamerika. Die Firma ist seit 1958 im Besitz der Familie Boesche.